# Sügérfélék
A sügérfélék (Percidae) a sugarasúszójú halak (Actinopterygii) osztályába a sügéralakúak (Perciformes) rendjébe tartozó család.

## Rendszerezés
A családba  az alábbi 9 nem és 210 faj tartozik.
- Ammocrypta (Jordan, 1877) – 5 faj
  -  Ammocrypta beanii
  - Ammocrypta bifascia
  - Ammocrypta clara
  - Ammocrypta pellucida
  - Ammocrypta vivax

- Crystallaria (Jordan & Jordan, 1885) – 1 faj
  - Crystallaria asprella

- Etheostoma (Rafinesque, 1819) – 135 faj
  - Etheostoma acuticeps
  - Etheostoma aquali
  - Etheostoma artesiae
  - Etheostoma asprigene
  - Etheostoma atripinne
  - Etheostoma australe
  - Etheostoma barbouri
  - Etheostoma barrenense
  - Etheostoma bellator
  - Etheostoma bellum
  - Etheostoma bison
  - Etheostoma blennioides
  - Etheostoma blennius
  - Etheostoma boschungi
  - Etheostoma brevirostrum
  - Etheostoma burri
  - Etheostoma caeruleum
  - Etheostoma camurum
  - Etheostoma chermocki
  - Etheostoma chienense
  - Etheostoma chlorobranchium
  - Etheostoma chlorosomum
  - Etheostoma chuckwachatte
  - Etheostoma cinereum
  - Etheostoma collettei
  - Etheostoma collis
  - Etheostoma colorosum
  - Etheostoma coosae
  - Etheostoma corona
  - Etheostoma cragini
  - Etheostoma crossopterum
  - Etheostoma davisoni
  - Etheostoma denoncourti
  - Etheostoma ditrema
  - Etheostoma douglasi
  - Etheostoma duryi
  - Etheostoma edwini
  - Etheostoma etnieri
  - Etheostoma etowahae
  - Etheostoma euzonum
  - Etheostoma exile
  - Etheostoma flabellare
  - Etheostoma flavum
  - Etheostoma fonticola
  - Etheostoma forbesi
  - Etheostoma fragi
  - Etheostoma fricksium
  - Etheostoma fusiforme
  - Etheostoma gracile
  - Etheostoma grahami
  - Etheostoma histrio
  - Etheostoma hopkinsi
  - Etheostoma inscriptum
  - Etheostoma jessiae
  - Etheostoma jordani
  - Etheostoma juliae
  - Etheostoma kanawhae
  - Etheostoma kantuckeense
  - Etheostoma kennicotti
  - Etheostoma lachneri
  - Etheostoma lawrencei
  - Etheostoma lepidum
  - Etheostoma longimanum
  - Etheostoma lugoi
  - Etheostoma luteovinctum
  - Etheostoma lynceum
  - Etheostoma maculatum
  - Etheostoma mariae
  - Etheostoma meridianum
  - Etheostoma microlepidum
  - Etheostoma microperca
  - Etheostoma moorei
  - Etheostoma neopterum
  - Etheostoma nianguae
  - Etheostoma nigripinne
  - Etheostoma nigrum
  - Etheostoma nuchale
  - Etheostoma obeyense
  - Etheostoma okaloosae
  - Etheostoma olivaceum
  - Etheostoma olmstedi
  - Etheostoma oophylax
  - Etheostoma osburni
  - Etheostoma pallididorsum
  - Etheostoma parvipinne
  - Etheostoma percnurum
  - Etheostoma perlongum
  - Etheostoma phytophilum
  - Etheostoma podostemone
  - Etheostoma pottsii
  - Etheostoma proeliare
  - Etheostoma pseudovulatum
  - Etheostoma punctulatum
  - Etheostoma pyrrhogaster
  - Etheostoma radiosum
  - Etheostoma rafinesquei
  - Etheostoma ramseyi
  - Etheostoma raneyi
  - Etheostoma rubrum
  - Etheostoma rufilineatum
  - Etheostoma rupestre
  - Etheostoma sagitta
  - Etheostoma saludae
  - Etheostoma sanguifluum
  - Etheostoma scotti
  - Etheostoma segrex
  - Etheostoma sellare
  - Etheostoma sequatchiense
  - Etheostoma serrifer
  - Etheostoma simoterum
  - Etheostoma smithi
  - Etheostoma spectabile
  - Etheostoma squamiceps
  - Etheostoma stigmaeum
  - Etheostoma striatulum
  - Etheostoma swaini
  - Etheostoma swannanoa
  - Etheostoma tallapoosae
  - Etheostoma tecumsehi
  - Etheostoma tetrazonum
  - Etheostoma thalassinum
  - Etheostoma tippecanoe
  - Etheostoma trisella
  - Etheostoma tuscumbia
  - Etheostoma uniporum
  - Etheostoma variatum
  - Etheostoma virgatum
  - Etheostoma vitreum
  - Etheostoma vulneratum
  - Etheostoma wapiti
  - Etheostoma whipplei
  - Etheostoma zonale
  - Etheostoma zonifer
  - Etheostoma zonistium
    - Ulocentra (subgenus)
      - Etheostoma baileyi

- durbincsok (Gymnocephalus) Bloch, 1793 – 5 faj

- Perca (Linnaeus, 1758) – 3 faj
  -  Perca flavescens
  - csapósügér (Perca fluviatilis)
  - Perca schrenkii
  - Perca sp. BD-2002[halott link]

- Percarina (Nordmann, 1840) – 2 faj
- Percina Haldeman, 1842 – 49 faj
- Romanichthys Dumitrescu, Banarescu & Stoica, 1957 – 1 faj
- Sander (Oken, 1817) – 5 faj
- Zingel Cloquet, 1817 – 4 faj

- További besorolatlan nemek ?
  - Bathysphyraenops
  - Caesioscorpis
  - Coreosiniperca
  - Hapalogenys
  - Hemilutjanus
  - Lateolabrax
  - Siniperca